# The Stylings of Silver
The Stylings of Silver – album studyjny amerykańskiego pianisty jazzowego Horace’a Silvera oraz współpracujących z nim w kwintecie muzyków, wydany z numerem katalogowym BLP 1562 w 1957 roku przez Blue Note Records.

## Powstanie
Materiał na płytę został zarejestrowany 8 maja 1957 roku przez Rudy’ego Van Geldera w należącym do niego studiu (Van Gelder Studio) w Hackensack w stanie New Jersey. Produkcją albumu zajął się Alfred Lion.

## Lista utworów
Opracowano na podstawie materiału źródłowego.
Wydanie LP
Strona A
| Nr | Tytuł utworu    | Muzyka        | Długość |
| -- | --------------- | ------------- | ------- |
| 1. | „No Smokin’”    | Horace Silver | 5:33    |
| 2. | „The Back Beat” | Silver        | 6:23    |
| 3. | „Soulville”     | Silver        | 6:16    |
|    |                 |               | 18:12   |

Strona B
| Nr | Tytuł utworu           | Muzyka   | Długość |
| -- | ---------------------- | -------- | ------- |
| 1. | „Home Cookin’”         | Silver   | 6:28    |
| 2. | „Metamorphosis”        | Silver   | 7:18    |
| 3. | „My One and Only Love” | Guy Wood | 6:59    |
|    |                        |          | 20:45   |

## Twórcy
Opracowano na podstawie materiału źródłowego.
Muzycy:
- Horace Silver – fortepian
- Art Farmer – trąbka
- Hank Mobley – saksofon tenorowy
- Teddy Kotick – kontrabas
- Louis Hayes – perkusja

Produkcja:
- Alfred Lion – produkcja muzyczna
- Rudy Van Gelder – inżynieria dźwięku
- Reid Miles – projekt okładki
- Francis Wolff – fotografia na okładce
- Nat Hentoff – liner notes